# XLFD
XLFD(X Logical Font Description : X論理フォント名, X論理フォント記述子) は、X Window Systemで使われるフォントをあらわす記述である。

## フィールドと意味
XLFDは15のフィールドから成り、各フィールドは-(ハイフン)で区切られる。
FontNameRegistry-Foundry-Family-WeightName-Slant-SetwidthName-AddStyleName-PixelSize-PointSize-ResolutionX-ResolutionY-Spacing-AverageWidth-CharSetRegistry-CharSetEncoding
例
-adobe-courier-bold-o-normal--10-100-75-75-m-60-hp-roman8

### FontNameRegistry
フォント登録者の名前。通常は何も書かない。

### Foundry
フォント製造者の名前。フォント名の場合もある。

### Family
フォントファミリ。フォントの種別を表す。

### WeightName
文字の太さ。以下のいずれかが入る。
<細い> thin (ultralight) - extralight - light - book (semilight,demilight) - medium - demibold (semibold) - bold - heavy (extrabold) - black (ultrabold) <太い>
通常は太字の時bold、それ以外の時はmediumを使う。

### Slant
文字の傾き。rは傾き無し、iは傾き有り。

### SetwidthName
文字の横幅。narrow(狭い)、normal(普通)、wide(広い)など。

### AddStyleName
付加的なフォントスタイル。serifやcursiveなどが入ることもあるが、通常何も書かれない。

### PixelSize
ピクセル単位でのフォントサイズ。

### PointSize
ポイント単位でのフォントサイズ。ただし単位は0.1pointなので、10倍した値を書く。

### ResolutionX
横方向の解像度。単位はdpi(dots per inch)。

### ResolutionY
縦方向の解像度。

### Spacing
文字間隔。Mはモノスペース(等幅)、Pはプロポーショナル(可変幅)を意味する。Cはセルを意味し、境界域を持つ。

### AverageWidth
平均文字幅。単位は0.1point。全角フォントの場合PointSizeと同値。半角の場合1/2になる。

### CharSetRegistry
登録組織、規格名など。和文フォントの場合は日本工業規格｜の規格番号が入る。